# Жебелев, Геннадий Прокофьевич
Геннадий Прокофьевич Жебелев (9 мая 1939 года в п. Капканы, г. Керчи, Крымской области — 25 октября 2002 года, г. Находка, Приморского края) — начальник Восточного Порта (1987—1992 гг.)

## Биография
Родился 9 мая 1939 года в п. Капканы, г. Керчи, Крымской области.
В 1956 году, с отличием закончил школу и получив звание мастера спорта, поступил в Одесский Институт Инженеров Морского Флота (ОИИМФ) на факультет эксплуатация водного транспорта.
В 1961 году с красным дипломом окончил институт и по распределению уехал работать в торговый порт города Риги.
С 1961 по 1974 год работал стивидором, диспетчером, технологом, начальником отдела, главным диспетчером в Рижском торговом порту.
С 1974 по 1976 год работал начальником ИВЦ Латвийского морского пароходства в городе Рига.
В сентябре 1976 года был переведён в Восточный Порт, где до 1982 года активно занимался портовой деятельностью в должности заместителя начальника порта по эксплуатации, внеся немалый вклад в оптимизацию рабочих процессов.
С 1982 по 1986 год был начальником морского торгового порта Находки.
За время работы с 1986 по 1987 год исполняющим обязанности начальника Центра спутниковой связи.
В октябре 1987 года в ходе проводившихся впервые в истории морского транспорта России выборов начальника порта, был выбран коллективным решением трудящихся. Благодаря организаторским навыкам Желебина порт стал одним из ведущих в азиатско-тихоокеанском регионе.
В 1992 году под его руководством, Восточный Порт, первым в системе ММФ СССР перешёл на акционерную форму собственности.
1998 г в мае создано ОАО «Восточно-Уральский терминал» в совет директоров которого и был избран Геннадий.
В 1999 г был избран депутатом Находкинской городской Думы.
Умер 25 октября 2002 года.

## Награды
- Медаль «За доблестный труд в ознаменовании 100-летия со дня рождения В. И. Ленина» (1970);
- Знак «Почётный работник морского флота» (1971);
- Бронзовая медалью ВДНХ СССР (1981);
- Орден «Трудового Красного Знамени» (1984);
- Медаль «300 лет Российскому Флоту» (2000);
- Медаль «100 лет Транссибирской магистрали» (2001);
- Звание «Почётный житель г. Находки» (1999)[2].

## Память
18 октября 2019 года во Врангеле, Приморский край, новому скверу на Приморском проспекте, построенному Фондом поддержки социальных и экологических инициатив «Восточный Порт» официально присвоено имя Геннадия Жебелева — легендарного начальника Порта, руководившего предприятием в 90-е годы прошлого века.